# Pływanie na Letnich Igrzyskach Olimpijskich 1964 – 200 m stylem motylkowym mężczyzn
200 m stylem motylkowym mężczyzn – jedna z konkurencji pływackich rozgrywanych podczas XVIII Igrzysk Olimpijskich w Tokio. Eliminacje odbyły się 16 października, półfinały 17 października, a finał 18 października 1964 roku.
Mistrzem olimpijskim został Australijczyk Kevin Berry, poprawiając w finale własny rekord świata czasem 2:06,6. Pozostałe miejsca na podium zajęli Amerykanie. Carl Robie, który zarówno w eliminacjach i półfinałach pobił rekord olimpijski, zdobył srebrny medal (2:07,5). Brąz, z czasem 2:09,3, wywalczył Fred Schmidt.

## Rekordy
Przed zawodami rekord świata i rekord olimpijski wyglądały następująco:
| Rekord            | Zawodnik     | Czas   | Miejsce | Data            |       |
| ----------------- | ------------ | ------ | ------- | --------------- | ----- |
| Rekord świata     | Kevin Berry  | 2:06,9 | Sydney  | 29 marca 1964   | [ 1 ] |
| Rekord olimpijski | Michael Troy | 2:12,8 | Rzym    | 2 września 1960 | [ 2 ] |

W trakcie zawodów ustanowiono następujące rekordy:
| Data            | Etap konkurencji | Zawodnik    | Czas   | Rekord |
| --------------- | ---------------- | ----------- | ------ | ------ |
| 16 października | eliminacje       | Carl Robie  | 2:10,0 | OR     |
| 17 października | półfinał 1       | Carl Robie  | 2:09,3 | OR     |
| 18 października | finał            | Kevin Berry | 2:06,6 | WR     |

## Wyniki

### Eliminacje
| Miejsce | Wyścig | Tor | Zawodnik             | Państwo                       | Czas     | Uwagi |
| ------- | ------ | --- | -------------------- | ----------------------------- | -------- | ----- |
| 1.      | 1      | 2   | Carl Robie           | Stany Zjednoczone             | 2:10,0   | Q,    |
| 2.      | 2      | 6   | Kevin Berry          | Australia                     | 2:11,0   | Q     |
| 3.      | 2      | 4   | Kosuke Sato          | Japonia                       | 2:12,4   | Q     |
| 4.      | 4      | 3   | Phil Riker           | Stany Zjednoczone             | 2:12,6   | Q     |
| 5.      | 5      | 3   | Brett Hill           | Australia                     | 2:12,8   | Q     |
| 6.      | 2      | 3   | Daniel Sherry        | Kanada                        | 2:12,9   | Q     |
| 7.      | 5      | 6   | Fred Schmidt         | Stany Zjednoczone             | 2:13,3   | Q     |
| 8.      | 5      | 4   | Yoshinori Kadonaga   | Japonia                       | 2:14,5   | Q     |
| 9.      | 3      | 1   | Luis Nicolao         | Argentyna                     | 2:15,0   | Q     |
| 10.     | 1      | 1   | Atsushi Obayashi     | Japonia                       | 2:15,1   | Q     |
| 11.     | 3      | 6   | John Stark           | Australia                     | 2:15,3   | Q     |
| 12.     | 3      | 3   | Walentin Kuzmin      | ZSRR                          | 2:15,5   | Q     |
| 13.     | 4      | 7   | Brian Jenkins        | Wielka Brytania               | 2:15,5   | Q     |
| 14.     | 2      | 7   | David Gerrard        | Nowa Zelandia                 | 2:16,3   | Q     |
| 15.     | 3      | 2   | Werner Freitag       | Wspólna Reprezentacja Niemiec | 2:16,9   | Q     |
| 16.     | 5      | 2   | Giampiero Fossati    | Włochy                        | 2:17,2   | Q     |
| 17.     | 1      | 7   | Antonio Rastrelli    | Włochy                        | 2:17,3   |       |
| 18.     | 4      | 1   | Oleg Fotin           | ZSRR                          | 2:17,3   |       |
| 19.     | 4      | 4   | Gabriel Altamirano   | Meksyk                        | 2:17,9   |       |
| 20.     | 1      | 5   | Hermann Lotter       | Wspólna Reprezentacja Niemiec | 2:18,2   |       |
| 21.     | 1      | 6   | Vítor da Fonseca     | Portugalia                    | 2:18,3   |       |
| 22.     | 4      | 6   | Wolfgang Platzeck    | Wspólna Reprezentacja Niemiec | 2:18,7   |       |
| 23.     | 2      | 1   | Avraham Melamed      | Izrael                        | 2:20,7   |       |
| 24.     | 5      | 7   | Ralph Hutton         | Kanada                        | 2:20,8   |       |
| 25.     | 4      | 5   | Volker Deckardt      | Austria                       | 2:21,3   |       |
| 26.     | 4      | 2   | Dick Langerhorst     | Holandia                      | 2:22,5   |       |
| 27.     | 3      | 7   | Juan Alanís          | Meksyk                        | 2:23,9   |       |
| 28.     | 2      | 2   | Carlos Canepa        | Peru                          | 2:24,9   |       |
| 29.     | 3      | 5   | Bernard Chan         | Malezja                       | 2:26,6   |       |
| 30.     | 2      | 5   | Joaquín Pujol        | Hiszpania                     | 2:28,3   |       |
| 31.     | 5      | 1   | Gustavo Ocampo       | Peru                          | 2:31,4   |       |
| 32.     | 1      | 4   | Narong Chok-Umnuay   | Tajlandia                     | 2:32,5   |       |
| 35. !   | 1      |     | Jean Pommat          | Francja                       | 9:99,9 ! | DNS   |
| 35. !   | 3      |     | Karl Ingvar Eriksson | Szwecja                       | 9:99,9 ! | DNS   |
| 35. !   | 1      |     | John Thurley         | Wielka Brytania               | 9:99,9 ! | DNS   |

### Półfinały

#### Półfinał 1
| Miejsce | Tor | Zawodnik        | Państwo                       | Czas   | Uwagi |
| ------- | --- | --------------- | ----------------------------- | ------ | ----- |
| 1.      | 4   | Carl Robie      | Stany Zjednoczone             | 2:09,3 | Q,    |
| 2.      | 6   | Fred Schmidt    | Stany Zjednoczone             | 2:11,5 | Q     |
| 3.      | 3   | Brett Hill      | Australia                     | 2:11,9 | Q     |
| 4.      | 1   | Walentin Kuzmin | ZSRR                          | 2:11,9 | Q     |
| 5.      | 5   | Kosuke Sato     | Japonia                       | 2:13,4 |       |
| 6.      | 8   | Werner Freitag  | Wspólna Reprezentacja Niemiec | 2:13,5 |       |
| 7.      | 2   | Luis Nicolao    | Argentyna                     | 2:13,7 |       |
| 8.      | 7   | John Stark      | Australia                     | 2:18,4 |       |

#### Półfinał 2
| Miejsce | Tor | Zawodnik           | Państwo           | Czas   | Uwagi |
| ------- | --- | ------------------ | ----------------- | ------ | ----- |
| 1.      | 4   | Kevin Berry        | Australia         | 2:09,8 | Q     |
| 2.      | 5   | Phil Riker         | Stany Zjednoczone | 2:09,9 | Q     |
| 3.      | 6   | Yoshinori Kadonaga | Japonia           | 2:12,3 | Q     |
| 4.      | 3   | Daniel Sherry      | Kanada            | 2:12,9 | Q     |
| 5.      | 2   | Atsushi Obayashi   | Japonia           | 2:14,1 |       |
| 6.      | 1   | David Gerrard      | Nowa Zelandia     | 2:15,4 |       |
| 7.      | 7   | Brian Jenkins      | Wielka Brytania   | 2:15,5 |       |
| 8.      | 8   | Giampiero Fossati  | Włochy            | 2:18,1 |       |

### Finał
| Miejsce | Tor | Zawodnik           | Państwo           | Czas   | Uwagi |
| ------- | --- | ------------------ | ----------------- | ------ | ----- |
| 1. !    | 5   | Kevin Berry        | Australia         | 2:06,6 | WR    |
| 2. !    | 4   | Carl Robie         | Stany Zjednoczone | 2:07,5 |       |
| 3. !    | 6   | Fred Schmidt       | Stany Zjednoczone | 2:09,3 |       |
| 4.      | 3   | Philip Riker       | Stany Zjednoczone | 2:11,0 |       |
| 5.      | 7   | Walentin Kuzmin    | ZSRR              | 2:11,3 |       |
| 6.      | 1   | Yoshinori Kadonaga | Japonia           | 2:12,6 |       |
| 7.      | 2   | Brett Hill         | Australia         | 2:12,8 |       |
| 8.      | 8   | Daniel Sherry      | Kanada            | 2:14,6 |       |